# Bruchwald am Gahrenberg
Der Bruchwald am Gahrenberg ist ein Naturschutzgebiet im gemeindefreien Gebiet Gutsbezirk Reinhardswald im Landkreis Kassel, Hessen.

## Allgemeines
Das Naturschutzgebiet mit der Gebietsnummer 1633030 ist rund 41 Hektar groß. Es ist Bestandteil des FFH-Gebietes „Weserhänge mit Bachläufen“. Das Gebiet steht seit dem 26. Mai 1992 unter Naturschutz.

## Beschreibung
Das aus zwei Teilflächen bestehende Naturschutzgebiet liegt nordöstlich von Kassel im Naturpark Reinhardswald. Es stellt im Süden des Reinhardswaldes im Bereich des Sandkopfes liegende Bruchwald- und Moorwaldgesellschaften mit Übergängen zu den umgebenden Buchenwäldern unter Schutz. Die Wälder stocken auf Quellsümpfen, aus denen Quellbäche der der Fulda zufließenden Bäche Elsterbach und Rattbach gespeist werden. Im westlichen der beiden Teilflächen sind mehrere kleine Stauteiche zu finden. In das Naturschutzgebiet sind kleinflächige Grünlandflächen eingebettet. Das Naturschutzgebiet ist größtenteils von weiteren Waldgesellschaften umgeben.